# Pete Sampras Tennis
 (mars 2025).
Si vous disposez d'ouvrages ou d'articles de référence ou si vous connaissez des sites web de qualité traitant du thème abordé ici, merci de compléter l'article en donnant les références utiles à sa vérifiabilité et en les liant à la section « Notes et références ».
Pete Sampras Tennis est un jeu vidéo de tennis développé et édité par Codemasters sorti en 1994 sur Mega Drive. Il a connu une suite, Sampras Tennis 96.

## Système de jeu
Pete Sampras Tennis est considéré comme le meilleur jeu de tennis jamais sorti à l'époque[réf. nécessaire].

### Modes cachés
Pete Sampras Tennis possède en outre deux modes de jeu cachés, les modes Crazy et World Tournament. L'accès n'est autorisé qu'à la condition de posséder le mot de passe suivant : « Zeppelin ».
Dans le premier, on trouve la mascotte de Codemasters, « Dizzy » faisant le funambule sur le filet. En collectant des items apparaissant sur le terrain, les joueurs peuvent faire diminuer ou grossir les balles.
Dans le second, le joueur commence le jeu en étant classé 35e mondial, soit dernier pour le jeu. Il ne peut accéder qu'aux tournois les plus faciles et collecter ses premiers points lui permettant de gravir les échelons en vue des tournois du grand chelem.

## À noter
- La cartouche du jeu (J-Cart), tout comme celle de Micro Machines 2 ou de Super Skidmarks (sur Mega Drive, du même éditeur) contient deux ports manettes supplémentaires. Il est ainsi possible de jouer à quatre joueurs sans avoir d'adaptateur spécial.